# Freginals
Freginals – gmina w Hiszpanii, w prowincji Tarragona, w Katalonii, o powierzchni 17,58 km². W 2011 roku gmina liczyła 482 mieszkańców.